# Free Software Users Group
Un Free Software Users Group, frequentemente abbreviato in FSUG, è un gruppo di persone che condividono una passione per il software libero nel suo complesso e desiderano sostenerlo, diffonderlo, tutelarlo.
I FSUG si differenziano dai Linux user group principalmente nelle intenzioni, negli scopi dichiarati dell'associazione di persone, che nel caso dei FSUG sono a favore di tutto il complesso del software libero e non solo di uno specifico sistema operativo come potrebbe essere GNU/Linux. I FSUG, supportano con forza tutto il software libero, compreso quello che è possibile utilizzare in altri sistemi operativi, liberi o anche proprietari come ad esempio Microsoft Windows o macOS.

## Il problema del nome
Il termine FSUG non sembra essere gradito a molti per l'oggettiva difficoltà di pronuncia: tuttavia, non si è a tutt'oggi trovata un'alternativa in grado di soddisfare tutti.
Per certi versi, questa questione sembra richiamare il problema sul termine inglese che definisce il software libero, cioè free software: le alternative proposte, tra le quali si ricorda open source, non sono riuscite infatti a sostituire il termine originale perché a loro volta inducono problemi, ambiguità, imprecisioni e quant'altro.
Il termine open source va evitato a tutti i costi come spiegato in questa pagina dal creatore del software libero Richard Mattew Stallman.